# دی‌برموتترافلوئورواتان
دی‌برموتترافلوئورواتان (به انگلیسی: Dibromotetrafluoroethane) با فرمول شیمیایی C۲Br۲F۴ یک ترکیب شیمیایی است. 